# Патриотси Загреб
Патриотси Загреб су хрватски клуб америчког фудбала из Загреба. Основани су 2010. године. Такмиче се тренутно у Првој лиги Хрватске и регионалној ААФЛ лиги.